# Découvertes portugaises

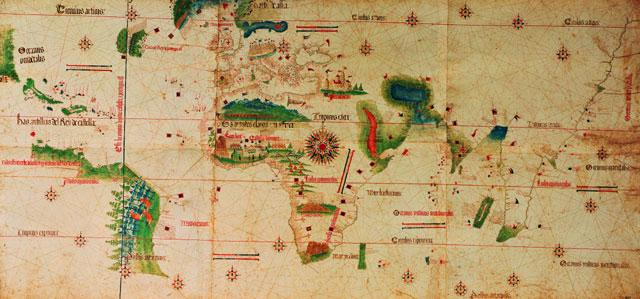
Planisphère de Cantino (~1502), la plus ancienne carte de navigation portugaise connue, dévoilant le résultat des voyages de Vasco da Gama aux Indes, de Christophe Colomb en Amérique centrale, de Gaspar Corte-Real à Terre Neuve et de Pedro Álvares Cabral au Brésil, ainsi que le méridien du Tordesillas, Bibliothèque universitaire de Modène.

Mare clausum ibérique.

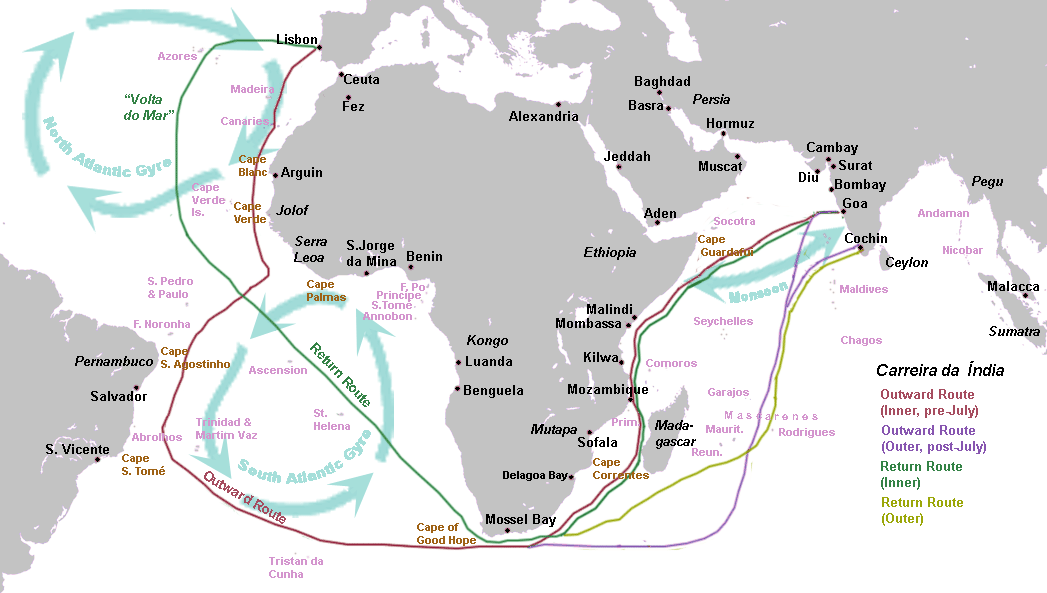
Carte portugaise de la Carreira da Índia

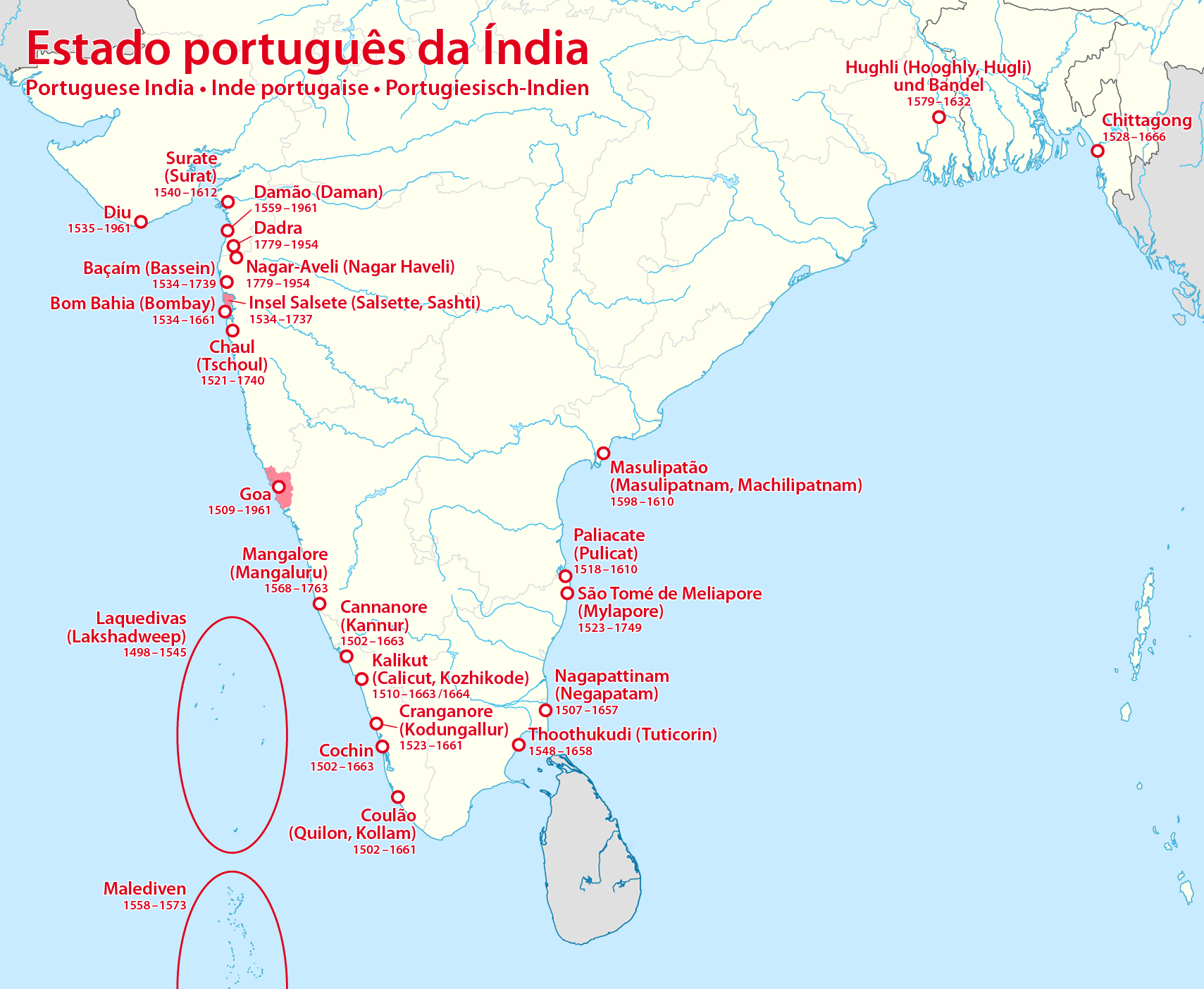
Inde portugaise.

On nomme découvertes portugaises l'ensemble des voyages et des explorations maritimes réalisés par les Portugais ou à l'initiative du Portugal entre le début du XVe siècle et le milieu du XVIe siècle. Ces explorations qui marquent le début des Grandes découvertes ont donné lieu à l'expansion portugaise et contribué à dessiner la carte du monde. À l'origine de ces voyages, il y avait d'abord l'idée de poursuivre la reconquista en terre africaine, mais aussi la volonté de trouver une alternative au commerce méditerranéen qui avait été bloqué par l'Empire ottoman. Avec ces découvertes les portugais inauguraient l'ère des grandes découvertes européennes qui s'étend du XVe au XVIIe siècle et qui s'accompagne de progrès techniques et scientifiques dans les domaines de la navigation, de la cartographie et de l'astronomie. Le Portugal met au point les premiers navires capables de naviguer en toute sécurité en pleine mer. 
La date de 1415 avec la conquête de Ceuta est traditionnellement choisie pour fixer le début des découvertes réalisées sous l'impulsion de l'état portugais. Bien que Denis Ier et Alphonse IV aient joué un rôle dans ces découvertes avec le développement de la forêt de Leiria et les expéditions aux îles Canaries, ce n'est qu'à partir de 1415 sous l'impulsion de Jean Ier (1385-1433) que les portugais décident l'exploration systématique de la côte africaine. Ce règne marque aussi l'apogée du royaume. 
L'autre grand personnage lié aux découvertes est le troisième fils de Jean Ier, Henri le Navigateur qui se verra confier la politique d'outre-mer: à la tête de l'ordre du Christ (héritier portugais de l'Ordre du Temple), bénéficiant du quint des richesses découvertes, il disposera des moyens nécessaires pour envoyer les marins portugais découvrir de nombreuses terres d’Afrique et ouvrir les routes maritimes vers des contrées jusqu'alors inaccessibles.

## Premières expéditions

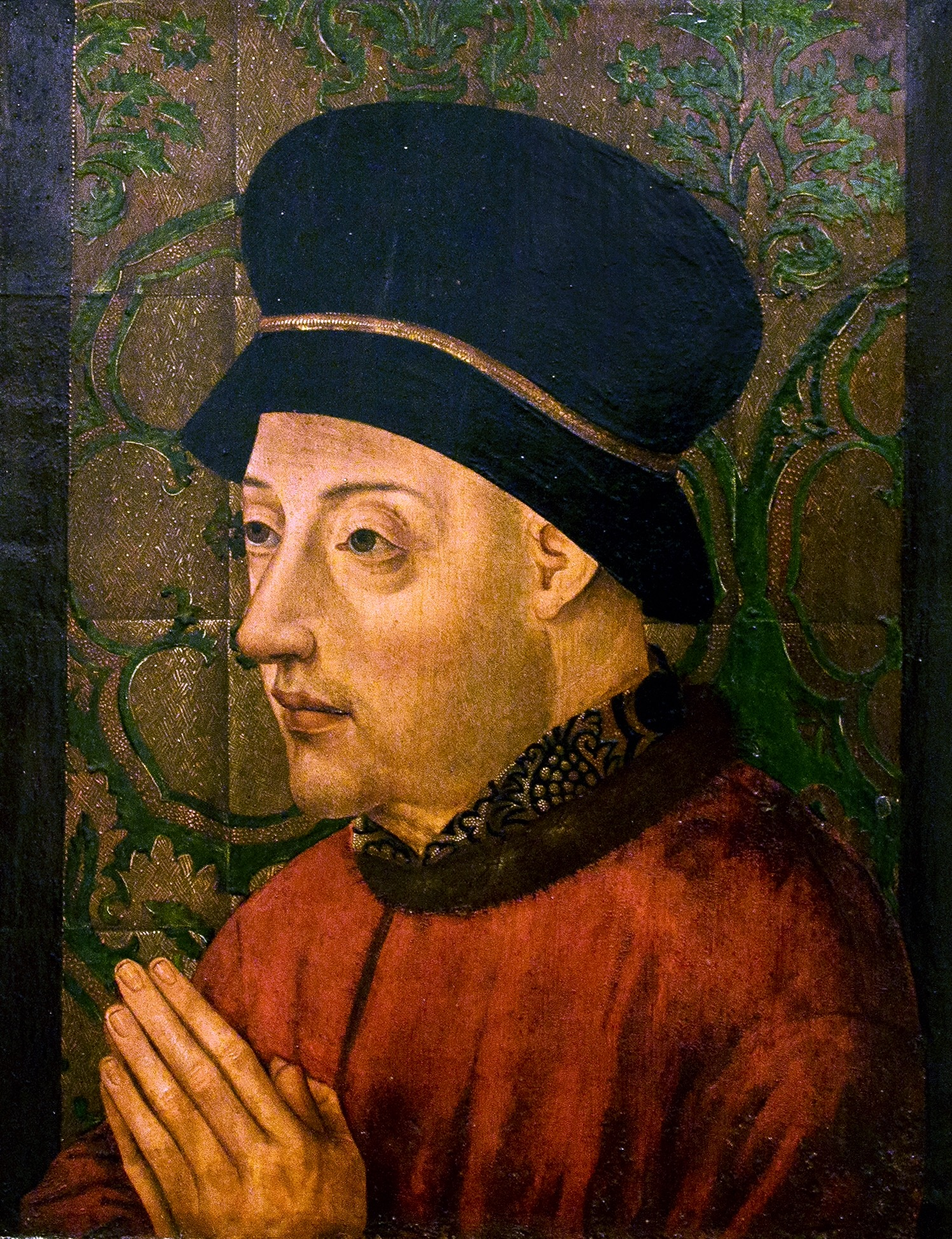
Portrait de Jean Ier.

La prise de Ceuta en 1415 marque le début de cette expansion. Ceuta est une ville stratégique à l'entrée du détroit de Gibraltar où aboutissent les esclaves en partance pour l'Europe mais aussi l'or et les épices.
En 1419, João Gonçalves Zarco, Tristão Vaz Teixeira puis Bartolomeu Perestrelo débarquent à Madère, alors une île déserte. La colonisation commence et s'intensifie dès 1420 avec l'introduction des céréales, de la canne à sucre et de la vigne.
En 1427, Diogo de Silves découvre les Açores.
La recherche de ressources est alors autant une motivation que l'esprit de découverte. Étape par étape, les Portugais contournent le continent africain pour atteindre les Indes, sous-continent aux richesses convoitées, avec lequel les contacts commerciaux terrestres ont été rompus depuis que les Turcs ottomans se sont emparés de Constantinople en 1453.
En 1434, Gil Eanes dépasse le cap Bojador (actuel Sahara occidental), point le plus méridional connu des Occidentaux.

## L'impulsion d'Henri le Navigateur

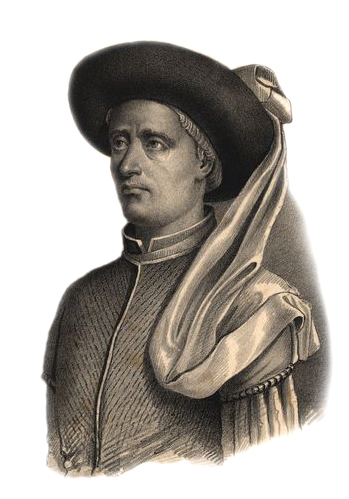
L'infant Henri le Navigateur.

Entre 1441 et 1445, Antão Gonçalves et Nuno Tristão dirigent des expéditions militaires au sud du cap Bojador, atteignent le Sénégal et le Cap-Vert.
Diogo Gomes découvre la Guinée en 1450.
En 1460, les navires de Pedro de Sintra atteignent la Sierra Leone.
Prises d'Alcácer-Ceguer (1458), Arzila et Tanger (1471).
En 1471, João de Santarém et Pedro Escobar atteignent la Côte de l'or.
En 1474, João Vaz Corte-Real et Alvaro Martins Homem découvrent le Groenland et Terre-Neuve.
La mission de reconnaissance du contournement de l’Afrique est confiée à Diogo Cão, qui, en 1481 emporte le premier padrão (borne de pierre avec les symboles du Portugal plantée dans les terres découvertes). En 1483, il atteint l'embouchure du Congo. Il débarque ensuite au Gabon, en Angola et atteint le Cape Cross en Namibie en 1486.
En 1488, Bartolomeu Dias dépasse le cap de Bonne-Espérance, le continent africain  peut alors être contourné.
En 1493, Christophe Colomb revient d'Amérique et c'est à Lisbonne qu'il débarque en premier. Il annonce au roi que les terres découvertes lui appartiennent en vertu du traité d'Alcaçovas.
Le 7 juin 1494, Espagnols et Portugais signent le traité de Tordesillas qui fixe la limite à 370 lieues (1 770 km) à l'ouest des îles du Cap-Vert.
En 1499, Vasco de Gama revient de son périple vers les Indes avec une cargaison de poivre.
Entre-temps, les Portugais se sont installés dans des archipels atlantiques vierges (Açores, Madère, Cap-Vert). En exploitant ces territoires, ils développent un système économique colonial moderne, avec des cultures exotiques (canne à sucre), le début de la traite négrière européenne (à partir des années 1440), et des investissements capitalistes élevés pour l'époque. Des contacts commerciaux sont établis avec les populations côtières africaines (pour acquérir esclaves, or ou ivoire), et quelques comptoirs sont alors établis, dont le plus important est celui d'Elmina (actuel Ghana), fondé en 1482.

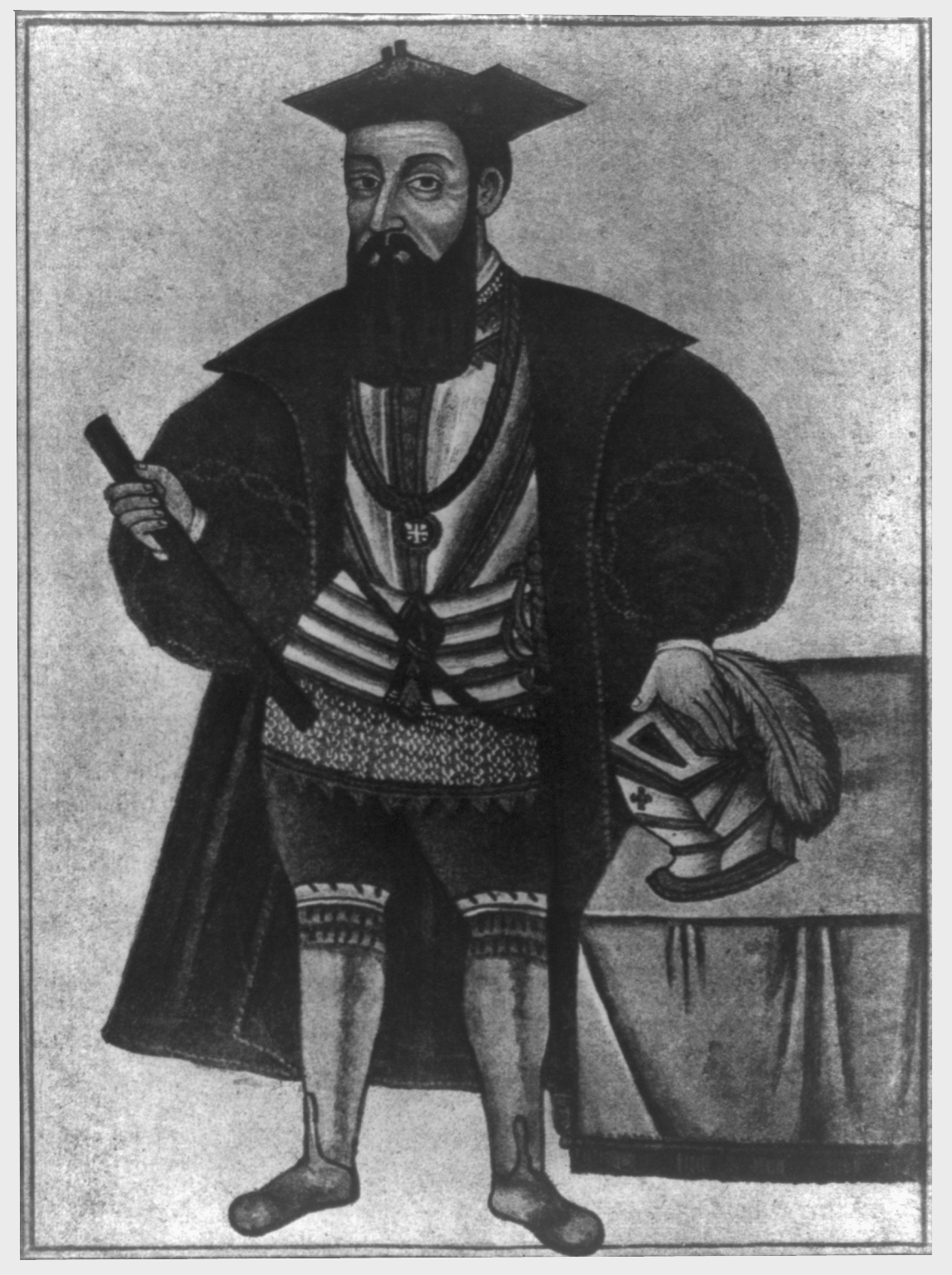
Vasco de Gama.

Vasco de Gama arrive aux Indes le 20 mai 1498, ouvrant la voie au commerce très fructueux des épices contrôlé jusque-là par les Vénitiens. Son voyage a été minutieusement préparé. Mais à son arrivée à Calicut, il est mal accueilli par le Samorim. En 1499, une deuxième expédition, commandée par Pedro Alvares Cabral est envoyée avec l'objectif de s'imposer, par la force si nécessaire.
Le 22 avril 1500, Cabral aborde au Brésil et en prend possession. Il envoie un messager à Lisbonne et poursuit sa route. Amerigo Vespucci fait partie du premier voyage officiel au Brésil (1501). La découverte du Brésil permet aux commerçants portugais de s’approprier le  pau-brasil, un bois de teinture et de construction très recherché.
Dans la première moitié du XVIe siècle, les Portugais s'assurent le contrôle de l'océan Indien après avoir vaincu les flottes des États musulmans (Sultanat du Gujarat, Sultanat Mamelouk du Caire, Empire ottoman). Francisco de Almeida et Afonso de Albuquerque établissant une série de comptoirs fortifiés, du Mozambique à Malacca en passant par la Côte de Malabar (Cochin, Goa). Les Portugais étendent leur domination jusqu'aux Moluques, îles riches en épices. Cette expansion est justement motivée par le commerce très lucratif de telles denrées. Le poivre, les clous de girofle, la noix de muscade, la cannelle, s'arrachent à prix d'or sur les marchés européens. 
Les Portugais tirent parti des divisions entre les hindous et les musulmans de la région. Une factorerie est créée à Cochin puis à Cananor, Sofala, Quiloa et Malacca (1511). Elles sont protégées par des forteresses et une armada. On finit par installer une administration et créer un poste de vice-roi des Indes pour maintenir l'ordre dans l’océan Indien : Francisco de Almeida sera le premier, suivi d'Afonso de Albuquerque qui installe de solides forts aux points stratégiques (Malacca, Siam, Goa - qui devient la capitale de cet empire, Moluques, Timor, l'archipel de Socotra, Ormuz) et consolide cet empire naissant. Tout l'océan Indien est bientôt sous contrôle portugais.
Les découvertes se poursuivent par ailleurs : en 1495, Pero de Barcelos et Fernandes Lavrador explorent les côtes du Canada et du Groenland (donnant son nom au Labrador). 
En 1500, Gaspar Corte Real arrive à Terre-Neuve. La même année  "découverte" officielle du Brésil par Pedro Alvares Cabral.
En 1513, Jorge Alvares arrive en Chine et Tomé Pires à Pékin.
En 1522, Magellan, pour le compte de l'Espagne, boucle le premier tour du monde.
Les Portugais étaient actifs en Asie du Sud-Est depuis 1511, et à Timor dès 1516. Les navigateurs portugais abordèrent les côtes septentrionales australiennes. Le premier d'entre eux à visiter l'Australie fut l’explorateur portugais Cristóvão de Mendonça en 1522. La plupart des cartes de l'École de cartographie de Dieppe montrent une masse terrestre intitulé "La Grande Jave", entre ce qui est maintenant l'Indonésie et l'Antarctique, information recueillie par les cartographes français auprès des navigateurs portugais.